# Agurtzane Intxaurraga
Agurtzane Intxaurraga (Orozko, Biscaia, 12 de febrer de 1966) es una directora de teatre i de cinema basca.

## Biografia
Va estudiar art dramàtic fins als anys 80 a Antzerti. Després es va llicenciar en ciències de la informació per la Universitat del País Basc i va estudiar cant a l'Orfeón Donostiarra.
Ha estat directora del grup teatral Hika Teatroa. A més de la seva obra teatral, també ha treballat com a directora de diversos programes d'Euskal Telebista.
El 2016 va dirigir el seu primer llargmetratge, la pel·lícula d'animació Teresa i Tim, per la que va ser nominada a un Goya a la millor pel·lícula d'animació el 2017.

## Obres
Cinema
| Any  | Obra                   |
| 2016 | Teresa eta Galtzagorri |
| ---- | ---------------------- |

Televisió
| Any  | Programa    | Canal |
| 2001 | Kirkel dema | ETB   |
| ---- | ----------- | ----- |

Teatre
| Any  | Obra                             | Companya     |
| 2018 | Koaderno zuria / Coaderno blanco | Hika Teatroa |
| 2017 | Sagartu                          | Hika Teatroa |
| 2013 | Itsasoaren emazteak              | Hika Teatroa |
| 2002 | Ai ama !!                        | Hika Teatroa |
| 1998 | Xagukumeak                       | Hika Teatroa |
| 1993 | Ongi etorri etsai hori           | Hika Teatroa |
| 1992 | Charlotadas                      | Hika Teatroa |
| ---- | -------------------------------- | ------------ |

## Llibres
2006: Bidegileak: Maurizia Aldeiturriaga (1904-1988)